# 1992-es cannes-i filmfesztivál
A 45. Cannes-i Nemzetközi Filmfesztivál 1992. május 7. és 18. között került megrendezésre, Gérard Depardieu francia színész elnökletével. A hivatalos versenyprogramban 21 nagyjátékfilm és 12 rövidfilm szerepelt; az Un certain regard szekcióban 20, míg versenyen kívül 15 alkotást vetítettek. A párhuzamos rendezvények Kritikusok Hete szekciójában 7 nagyjátékfilmet és 7 rövidfilmet mutattak be, a Rendezők Kéthete elnevezésű szekció keretében pedig 24 nagyjátékfilm és 8 kisfilm vetítésére került sor.

## Az 1992. évi fesztivál
A jubileumi fesztivál főhajtással kezdődött: valamennyi plakátot felülragasztották a megnyitó előtti napon elhunyt Marlene Dietrich fekete-fehér fényképével és egy szolid felirattal – végül ez lett a fesztivál hivatalos plakátja. A 45. évforduló alkalmából A cannes-i látogatók (Les Visiteurs de Cannes) címmel könyvet jelentettek meg és létrehozták a hivatalos válogatás Örök Mozi (Cinéma de toujours) elnevezésű szekcióját, amelynek keretében hajdani kiváló alkotókról és a filmművészet nagy pillanatairól emlékeznek meg.

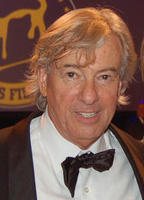
Paul Verhoeven (2006)

A Coen testvérek vígjátéka, a Hollywoodi lidércnyomás előző évi elsöprő sikere (3 kiemelt díj) okán 1992-ben változtattak a fesztivál alapszabályzatán: a jövőben nem lehet az Arany Pálmát és a rendezés díját ugyanannak a filmnek ítélni. Ily módon egy alkotás egy kiemelt díj mellett legfeljebb egy szereplőnek odaítélt díjat kaphat még a fesztivál zsűrijétől.

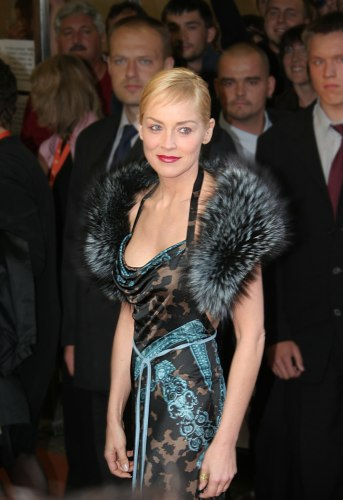
Sharon Stone (2005)

A nyitófilm Paul Verhoeven thrillerje, az Elemi ösztön volt, óriási közönségsikerrel és vitákkal. A fesztivállátogatók és a filmes szakma favoritjának James Ivory E. M. Forster regényéből készített melodrámája, a Szellem a házban, valamint Robert Altman vígjátéka, A játékos számított. Az előbbi elnyerte a fesztivál 45. évfordulós díját, az utóbbi pedig a legjobb rendezés díját. Bille August Arany Pálmás filmje, A legjobb szándékok viszont hűvös fogadtatásban részesült. A fődíj érdekessége, hogy  a családi ihletettségű alkotás forgatókönyvírója az az Ingmar Bergman, akinek rendezőként sohasem sikerült Arany Pálmát kapnia. A film női főszereplője, Pernilla August kapta a legjobb női alakítás díját, a legjobb színész pedig Tim Robbins lett (A játékos). A zsűri nagydíjában Gianni Amelio filmdrámája, A gyermekrabló részesült. A zsűri két további díjának egyikét Vitalij Kanyevszkij kapta az francia-orosz koprodukcióban készített Szabad élet című filmdrámájáért, a másikat Víctor Erice, az El sol del membrillo című alkotásáért, amely elnyerte a FIPRESCI díját is.  A legszebb képi megjelenítésért járó technikai nagydíjat az Utazás az időben operatőrei, Fernando E. Solanas és Félix Monti vehették át.
Filmjeik versenyen kívül történt vetítésével emlékeztek meg John Cassavetesről, akinek Premier című alkotását tűzték műsorra, valamint Orson Wellesről, az 1952-ben rendezett, Othello, a velencei mór tragédiája című klasszikusával, amelynek restaurált kópiáját láthatták a fesztivállátogatók. A viszonylag nagyszámú versenyen kívüli alkotások között olyan jelentős alkotások szerepeltek még, mint a Walt Disney-produkcióban készült A Szépség és a szörnyeteg, Quentin Tarantino első rendezése, a Kutyaszorítóban, a francia Marc Esposito Patrick Dewaere életét feldolgozó dokumentumfilmje, valamint Ron Howard romantikus opusa, a Túl az Óperencián, amelynek vetítése a fesztivál záróeseménye volt.
Az Un certain regard szekció filmjei közül kiemelkedett Abel Ferrara akciófilmje, A mocskos zsaru, Jonathan Demme saját unokatestvérét bemutató Cousin Bobby című dokumentumfilmje, valamint a másodgenerációs amerikai magyarnak számító Edward James Olmos Életre halálra című alkotása.

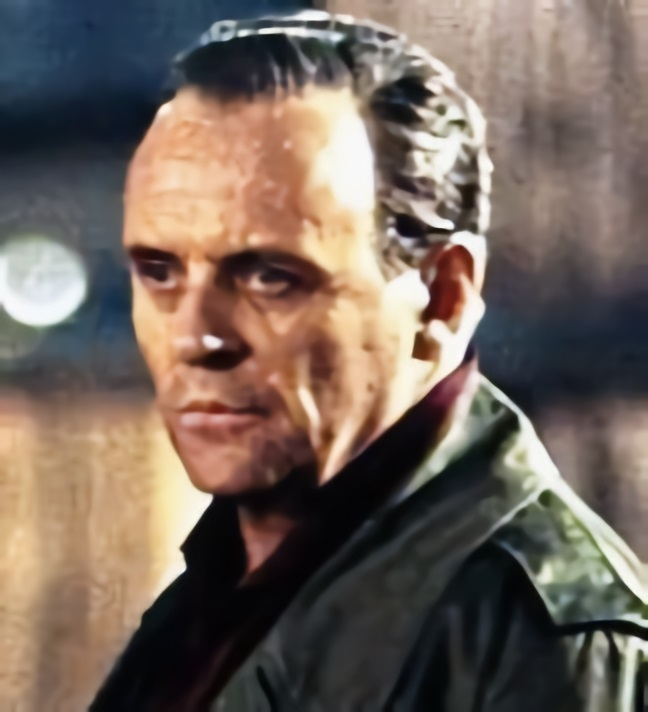
Anthony Hopkins (1992)

A fesztivál legnépszerűbb filmcsillaga az Elemi ösztön kihívó írónőjét alakító Sharon Stone, aki Michael Douglas oldalán végképp meghódította a nagyközönséget. Kedvenc volt a Tom Cruise és Nicole Kidman álompáros, (Túl az Óperencián), valamint Melanie Griffith (Idegen közöttünk). A közönség is nagyra értékelte Tim Robbins játékát (A játékos), valamint Whoopi Goldbergét, aki A játékos mellett a Sarafina! című filmben is látható volt. Sikert könyvelhetett el Vanessa Redgrave, Emma Thompson és Anthony Hopkins (Szellem a házban), John Hurt (Hazug szem), Liv Ullmann és Max von Sydow (Az ökör), Sheryl Lee, David Bowie és a rendező David Lynch (Twin Peaks – Tűz, jöjj velem!), valamint a Lenniet alakító John Malkovich a John Steinbeck regényéből készült Egerek és emberek című filmdrámában. Tarantino maga is feltűnik filmjében (Kutyaszorító) Tim Roth, Steve Buscemi és Harvey Keitel mellett; ez utóbbi színész játszotta A mocskos zsaru főszerepét is. Kevésbé értékelték, fáradtnak tartották viszont Alain Delon játékát (Casanova visszatér).
A Rendezők Kéthete szekció két világpremiernek adott helyt: itt mutatták be a belga Michael Haneke Benny videója és Tim Robbins Bob Roberts című filmjét. Az elsőfilmes rendezőként jelentkező John Turturro Mac című filmdrámájával Arany Kamerát érdemelt ki. Jó fogadtatásban részesült még Françoise Ebrard Valahol Conakry felé, Christine Pascal Pillangóval az ég felé, Valerij Todorovszkij Szerelem és Jeanne Labrune Jajszó nélkül című alkotása; egy francia fiatalokból álló külön zsűri ez utóbbinak ítélte az ifjúság díját. E szekcióban vetítették le Orson Welles 1950-es évek második felében Spanyolországban forgatott – de soha be nem fejezett – filmjének, a Don Quijote-nak, két spanyol rendező által újravágott, átdolgozott változatát, Don Quijote de Orson Welles címmel.

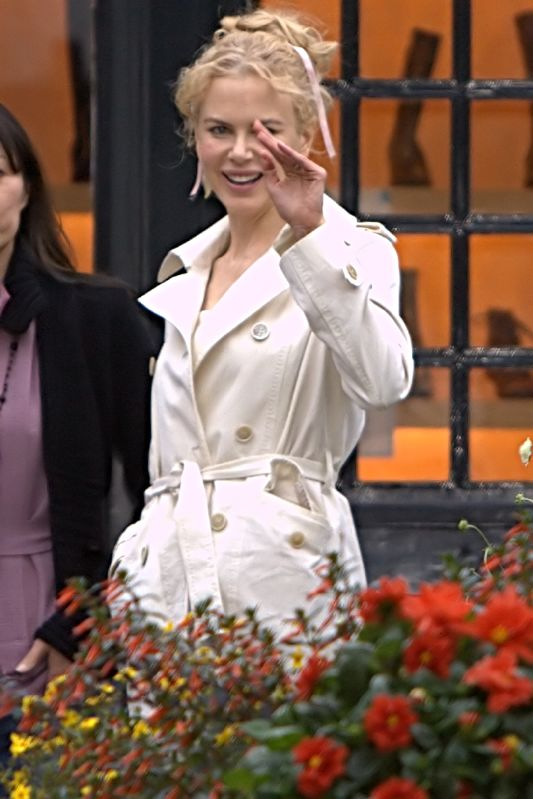
Nicole Kidman (2001)

A magyar filmművészetet Can Togay A nyaraló című filmdrámája képviselte a hivatalos válogatás Un certain regard szekciójában, Balkay Gézával Törőcsik Marival és Madaras Józseffel a főbb szerepekben, a rövidfilmek között pedig Nyikolaj Ivanov Neikov Az út című, 3,5 perces animációs filmje versenyzett. A fesztiválra hivatalosan egyedül Can Togay utazott ki. A filmes seregszemle magyar vonatkozásaként említhető, hogy Az őrszem című francia thriller egyik szerepét a magyar–francia Szabó László játssza, a Being at Home with Claude című kanadai játékfilm operatőre Szabó István több korai alkotását (például az 1963-ban a cannes-i zsűri külön dicséretét elnyert Te című rövid játékfilmjét) fényképező, Kanadában élő Vámos Tamás volt, továbbá, hogy Welles Othellojának díszleteit Trauner Sándor tervezte, a filmet pedig Csepreghy Jenő vágta.
A francia filmművészet perspektívái (Perspectives du cinéma français) elnevezésű, 1973-1991 között kizárólag francia filmek részére szervezett, a fesztiváltól független, párhuzamos szekciót 1992-ben átkeresztelték; új neve: Filmek Franciaországban (Cinémas en France).

## Zsűri

### Versenyprogram
- Gérard Depardieu, színész –  Franciaország – a zsűri elnöke
- Pedro Almodóvar, filmrendező –  Spanyolország
- John Boorman, filmrendező –  Egyesült Királyság
- René Cleitman, filmproducer –  Franciaország
- Jamie Lee Curtis, színésznő –  Amerikai Egyesült Államok
- Carlo Di Palma, operatőr –  Olaszország
- Nana Dzsorzsadze, filmrendező –  Oroszország
- Lester James Peries, filmrendező –  Srí Lanka
- Serge Toubiana, filmkritikus –  Franciaország
- Joële Van Effenterre, vágó –  Franciaország

### Arany Kamera
- André Delvaux, filmrendező –  Belgium – a zsűri elnöke
- Olivier Bauer, színész –  Svájc
- Gian Piero Brunetta, újságíró –  Olaszország
- Pierre Favre, filmkritikus –  Franciaország
- Richard Hasselmann, filmkedvelő –  Franciaország
- Joao Lopes, újságíró –  Portugália
- Gérard Mordillat, filmrendező –  Franciaország

## Hivatalos válogatás

### Nagyjátékfilmek versenye
- A Stranger Among Us (Idegen közöttünk)[6] – rendező: Sidney Lumet
- Au pays des Juliets (A három asszony) – rendező: Mehdi Charef
- Basic Instinct (Elemi ösztön) – rendező: Paul Verhoeven
- Crush (Összetörve) – rendező: Alison Maclean
- Den goda viljan (A legjobb szándékok) – rendező: Bille August
- El sol del membrillo (A birsalmafa árnyéka)[7] – rendező: Víctor Erice
- El viaje (Utazás az időben) – rendező: Fernando E. Solanas
- Howards End (Szellem a házban) – rendező: James Ivory
- Hyènes (Hiénák) – rendező: Djibril Diop Mambéty
- Il ladro di bambini (A gyermekrabló) – rendező: Gianni Amelio
- L’oeil qui ment (Hazug szem) – rendező: Raoul Ruiz
- La sentinelle (Az őrszem) – rendező: Arnaud Desplechin
- Le retour de Casanova (Casanova visszatér) – rendező: Edouard Niermans
- Léolo (Léolo) – rendező: Jean-Claude Lauzon
- Luna Park – rendező: Pavel Lungin
- Of Mice and Men (Egerek és emberek) – rendező: Gary Sinise
- Simple Men (Egyszerű emberek) – rendező: Hal Hartley
- Szamosztojatelnaja zsizny (Самостоятельная жизнь; Szabad élet) – rendező: Vitalij Kanyevszkij
- The Long Day Closes (A hosszú nap véget ér) – rendező: Terence Davies
- The Player (A játékos) – rendező: Robert Altman
- Twin Peaks: Fire Walk with Me (Twin Peaks – Tűz, jöjj velem!) – rendező: David Lynch

### Nagyjátékfilmek versenyen kívül
- Änglagård (Angyalfarm)[6] – rendező: Colin Nutley
- Balanta (A tölgy) – rendező: Lucian Pintilie
- Beauty and the Beast (A szépség és a szörnyeteg) – rendező: Gary Trousdale és Kirk Wise
- Drengene fra Sankt Petri (A Sankt-Petri-i gyerekek) – rendező: Soren Kragh-Jacobsen
- Far and Away (Túl az Óperencián) – rendező: Ron Howard
- Krigerens hjerte – rendező: Leidulv Risan
- Le batteur du boléro – rendező: Patrice Leconte
- Map of the Human Heart (Az emberi szív térképe) – rendező: Vincent Ward
- Opening Night (Premier) – rendező: John Cassavetes
- Pather Panchali (Az út éneke) – rendező: Szatjadzsit Ráj
- Patrick Dewaere – rendező: Marc Esposito
- Reservoir Dogs (Kutyaszorítóban) – rendező: Quentin Tarantino
- Sarafina!  – rendező: Darrell Roodt
- Svo á jörðu sem á himni – rendező: Kristín Jóhannesdóttir
- The Tragedy of Othello: The Moor of Venice (Othello, a velencei mór tragédiája) – rendező: Orson Welles

### Un certain regard
- A nyaraló – rendező: Can Togay
- American Me (Életre halálra)[6] – rendező: Edward James Olmos
- Apfelbäume – rendező: Helma Sanders-Brahms
- Averills Ankommen – rendező: Michael Schottenberg
- Bad Lieutenant (A mocskos zsaru) – rendező: Abel Ferrara
- Being at Home with Claude – rendező: Jean Beaudin
- Cousin Bobby – rendező: Jonathan Demme
- Csekiszt (Чекист) – rendező: Alekszandr Rogozskin
- Hochzaeitsnuecht – rendező: Pol Cruchten
- Krystallines nyhtes – rendező: Tonia Marketaki
- La memoria del agua – rendező: Héctor Fáver
- Modern Crimes – rendező: Alejandro Agresti
- Mon Desir – rendező: Nicky Marshall
- Oxen (Az ökör) – rendező: Sven Vilhem Nykvist
- Prague (Prága) – rendező: Ian Sellar
- Scsasztlivije dni (Счастливые дни; Boldog napok) – rendező: Alekszej Balabanov
- Strictly Ballroom (Kötelező táncok) – rendező: Baz Luhrmann
- Through an Open Window – rendező: Eric Mendelsohn
- Udju Azul di Yonta (Yonta kék szemei) – rendező: Flora Gomes
- Zendegi va digar hich (És az élet megy tovább) – rendező: Abbas Kiarostami

### Rövidfilmek versenye
- A Passion Play – rendező: Tony Twigg
- Az út – rendező: Nyikolaj Ivanov Neikov
- Daumier's Law – rendező: Geoff Dunbar
- Encolure 42 – rendező: Willy Kempeneers
- Ghalb – rendező: Sa'ied Mojaveri
- Inc Cheating – rendező: William Lorton
- Keine besonderen Vorkommnisse – rendező: Jürgen Schönhoff
- L’échange – rendező: Vincent Perez
- La sensation – rendező: Manuel Poutte
- Le métro – rendező: Catherine Montondo
- No Problem – rendező: Craig Welch
- Omnibus – rendező: Sam Karmann

## Párhuzamos rendezvények

### Kritikusok Hete

#### Nagyjátékfilmek
- Adorables mentiras – rendező: Gerardo Chijona
- Anmonaito no szaszajaki vo kíta – rendező: Jamada Iszao
- Archipiélago – rendező: Pablo Perelman
- C’est arrivé près de chez vous (Veled is megtörténhet)[6] – rendező: Rémy Belvaux, André Bonzel és Benoît Poelvoorde
- Die flucht – rendező: David Rühm
- Ingaló – rendező: Ásdís Thoroddsen
- The grocer’s wife – rendező: John Pozer

#### Rövidfilmek
- Floating – rendező: Richard Heslop
- Home stories – rendező: Matthias Müller
- Le petit chat est mort – rendező: Fejria Deliba
- Les marionnettes – rendező: Marc Chevrie
- Revolver – rendező: Chester Dent
- Sprickan – rendező: Kristian Petri
- The room – rendező: Jeff Balsmeyer

### Rendezők Kéthete

#### Nagyjátékfilmek
- Am Ende der Nacht – rendező: Christoph Schaub
- Angel de fuego (A tűz angyala) – rendező: Dana Rotberg
- Archipel – rendező: Pierre Granier-Deferre
- Baduk – rendező: Majid Majidi
- Benny's Video (Benny videója) – rendező: Michael Haneke
- Bezness (Bezness) – rendező: Nouri Bouzid
- Bob Roberts (Bob Roberts) – rendező: Tim Robbins
- Coupable d'innocence – rendező: Marcin Ziebrinski
- Don Quijote de Orson Welles[8] – rendező: Orson Welles
- Isini – rendező: Levan Zaqareisvili
- Hay que zurrar a los pobres – rendező: Santiago San Miguel
- Le amiche del cuore – rendező: Michele Placido
- Le petit prince a dit (Pillangóval az ég felé) – rendező: Christine Pascal
- Les contes sauvages – rendező: Gérald Calderon és Jean-Charles Cuttoli
- Liebe auf den ersten blick – rendező: Rudolf Thome
- Ljubov (Любовь; Szerelem)[4] – rendező: Valerij Todorovszkij
- Mac – rendező: John Turturro
- My New Gun (A stukker) – rendező: Stacy Cochran
- Otrazsenie v zerkale (Отражение в зеркале) – rendező: Szvetlana Proszkurina
- Quelque part vers Conakry (Valahol Conakry felé) – rendező: Françoise Ebrard
- Sao nien je, an la (少年吔，安啦！, Shào nián yě, ān la!) – rendező: Hszü Hsziao-ming (徐小明, Hsu Hsiao-ming)
- Sans un cri (Jajszó nélkül) – rendező: Jeanne Labrune
- Vagabond – rendező: Ann Le Monnier
- Warszawa. Année 5703 – rendező: Janusz Kijowski

#### Rövidfilmek
- F.X. Messerschmidt sculpteur (1736-1783) – rendező: Marino Vagliano
- Juliette – rendező: Didier Bivel
- Le trou de la corneille – rendező: François Hanss
- Léa – rendező: Christophe Debuisne
- L'autre Célia – rendező: Irène Jouannet
- Pilotes – rendező: Olivier Zagar
- Versailles rive gauche – rendező: Bruno Podalydes
- Voleur d'images – rendező: Bruno Victor-Pujebet

## Díjak

### Nagyjátékfilmek

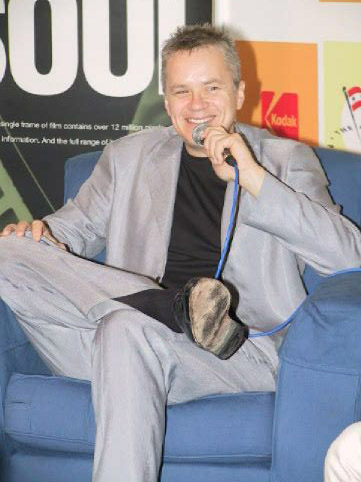
A legjobb színész,
Tim Robbins (2001)

- Arany Pálma: Den goda viljan (A legjobb szándékok)[6] – rendező: Bille August
- A Nemzetközi Filmfesztivál 45. évfordulós díja: Howards End (Szellem a házban) – rendező: James Ivory
- A zsűri nagydíja: l ladro di bambini (A gyermekrabló) – rendező: Gianni Amelio
- A zsűri díja:
  - El sol del membrillo (A birsalmafa árnyéka)[7] – rendező: Víctor Erice
  - Szamosztojatyelnaja zsizny (Szabad élet) – rendező: Vitalij Kanyevszkij
- Legjobb rendezés díja: The Player (A játékos) – rendező: Robert Altman
- Legjobb női alakítás díja: Pernilla August – Den goda viljan (A legjobb szándékok)
- Legjobb férfi alakítás díja: Tim Robbins – The Player (A játékos)

### Rövidfilmek
- Arany Pálma (rövidfilm): Omnibus – rendező: Sam Karmann
- A zsűri különdíja (rövidfilm): La sensation – rendező: Manuel Poutte

### Arany Kamera
- Arany Kamera: Mac[9] – rendező: John Turturro

### Egyéb díjak
- FIPRESCI-díj: El sol del membrillo (A birsalmafa árnyéka)[7] – rendező: Víctor Erice
- Technikai nagydíj: El viaje (Utazás az időben) – rendező: Fernando E. Solanas
- Ökumenikus zsűri díja: l ladro di bambini (A gyermekrabló) – rendező: Gianni Amelio
- Ökumenikus zsűri külön dicsérete:
  - Au pays des Juliets (A három asszony) – rendező: Mehdi Charef
  - El viaje (Utazás az időben) – rendező: Fernando E. Solanas
- Ifjúság díja külföldi filmnek: Strictly Ballroom (Kötelező táncok) – rendező: Baz Luhrmann
- Ifjúság díja francia filmnek: Sans un cri (Jajszó nélkül) – rendező: Jeanne Labrune